# Hägerstensviadukten
Hägerstensviadukten (en français : viaduc de Hägersten) est un  pont autoroutier situé à Stockholm en Suède,,.

## Situation
L'Hägerstensviadukten est un pont autoroutier et fait partie de l'Essingeleden.
Sa longueur est de 330 mètres et sa portée maximale est de 43,5 mètres.
La voie de circulation mesure 29,5 mètres de large et repose sur huit paires de piliers pendulaires ronds en béton.
La structure porteuse est constituée de huit poutres en béton préfabriquées et précontraintes par compartiment, soit 64 poutres au total.
Le viaduc de Hägersten était le seul des ponts d'Essingeleden à être construit de cette manière.
La méthode a été suggérée par l'entrepreneur.
La raison en était la difficulté d'ériger des échafaudages au-dessus du Hägerstensvägen, très fréquenté, et du dépôt Nybodadepån en construction.
Chaque poutre mesure 2,4 mètres de haut et pèse jusqu'à 85 tonnes.
Les poutres étaient fabriquées dans une usine temporaire située derrière le débarcadère nord et apportées par wagons.
La pose a été suivie par le coulage des traverses et de la dalle de chaussée.

## Galerie

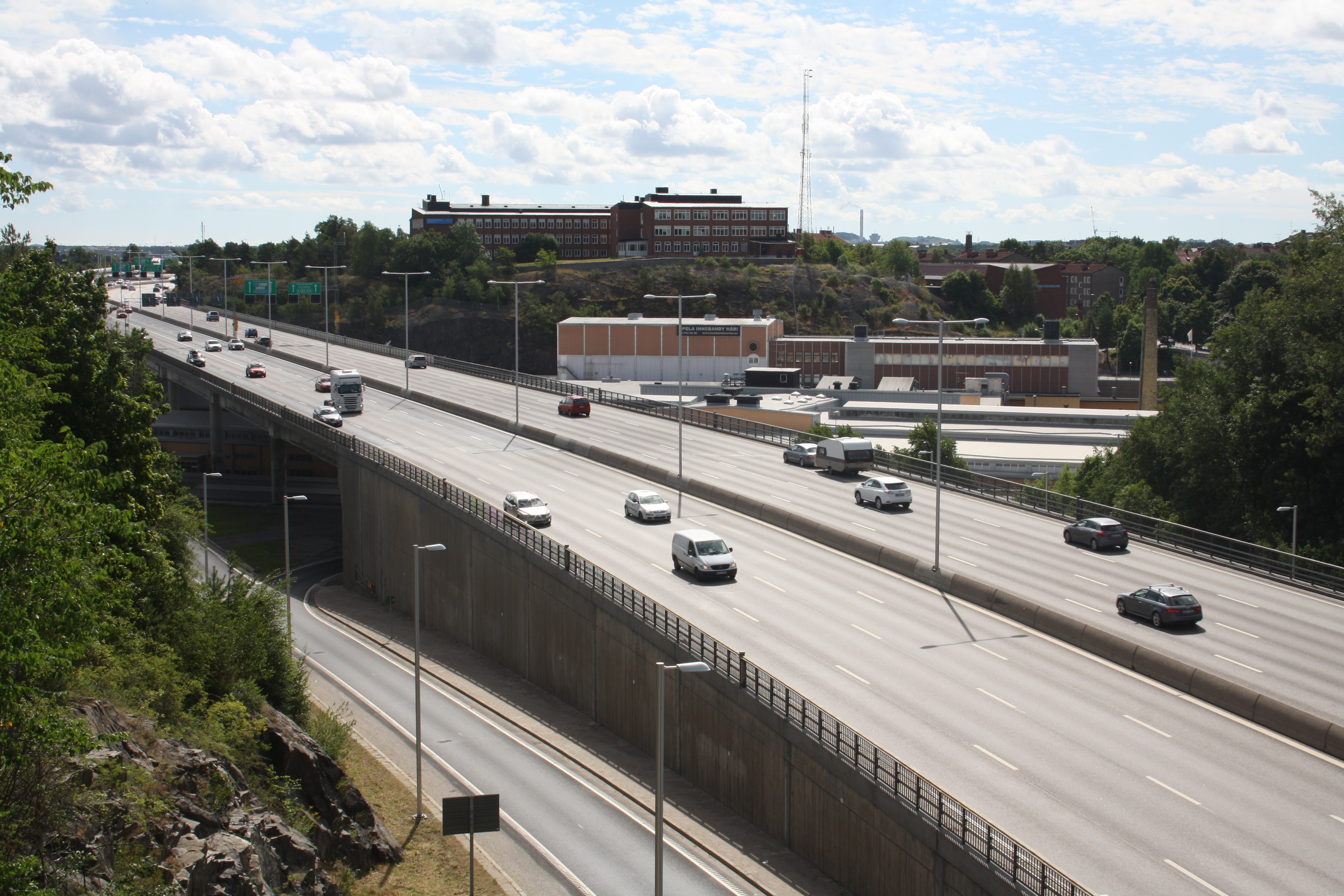
Hägerstensviadukten vu de Nybohov.
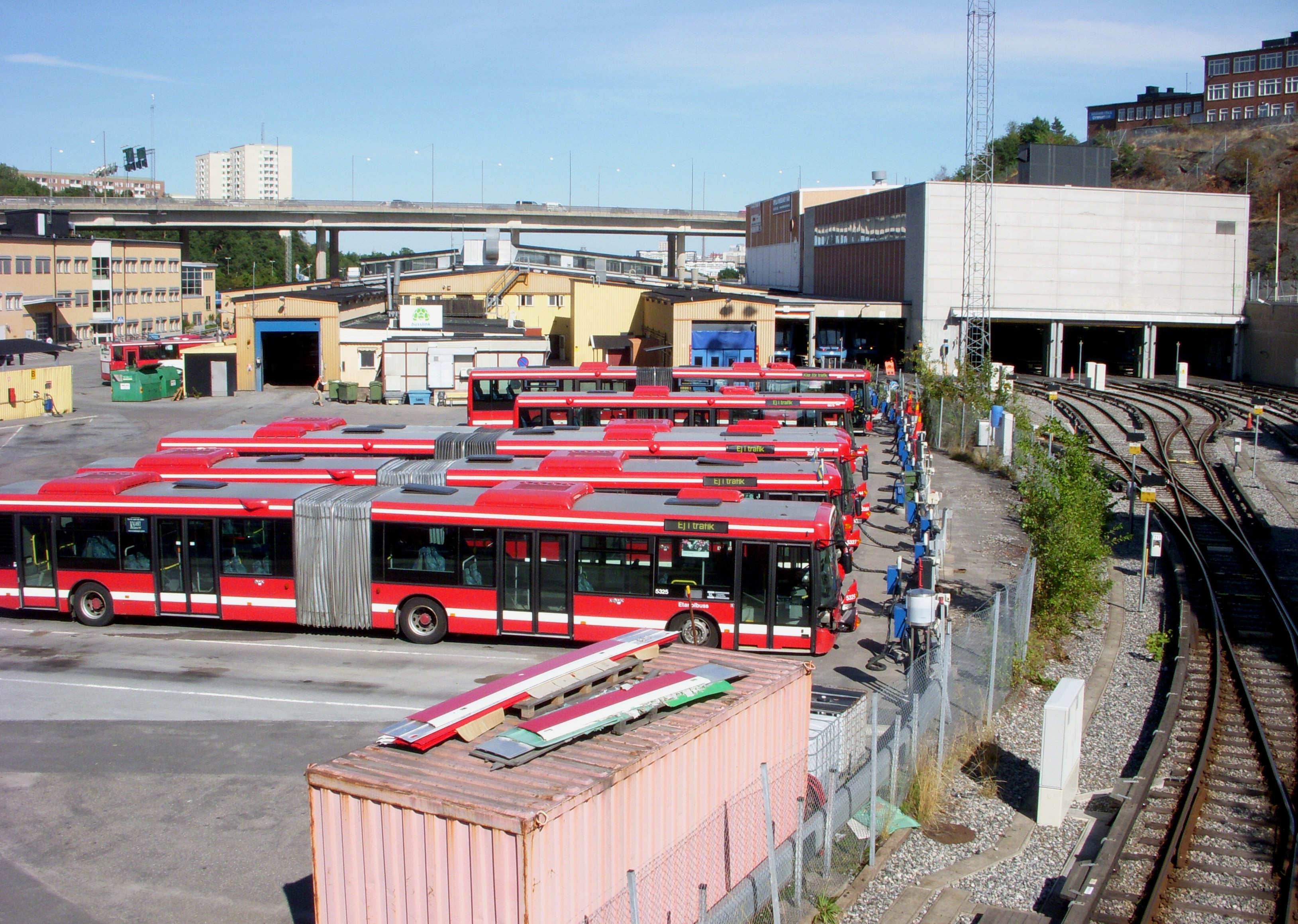
Nybodadepan, en arrière-plan le Hägerstensviadukten.
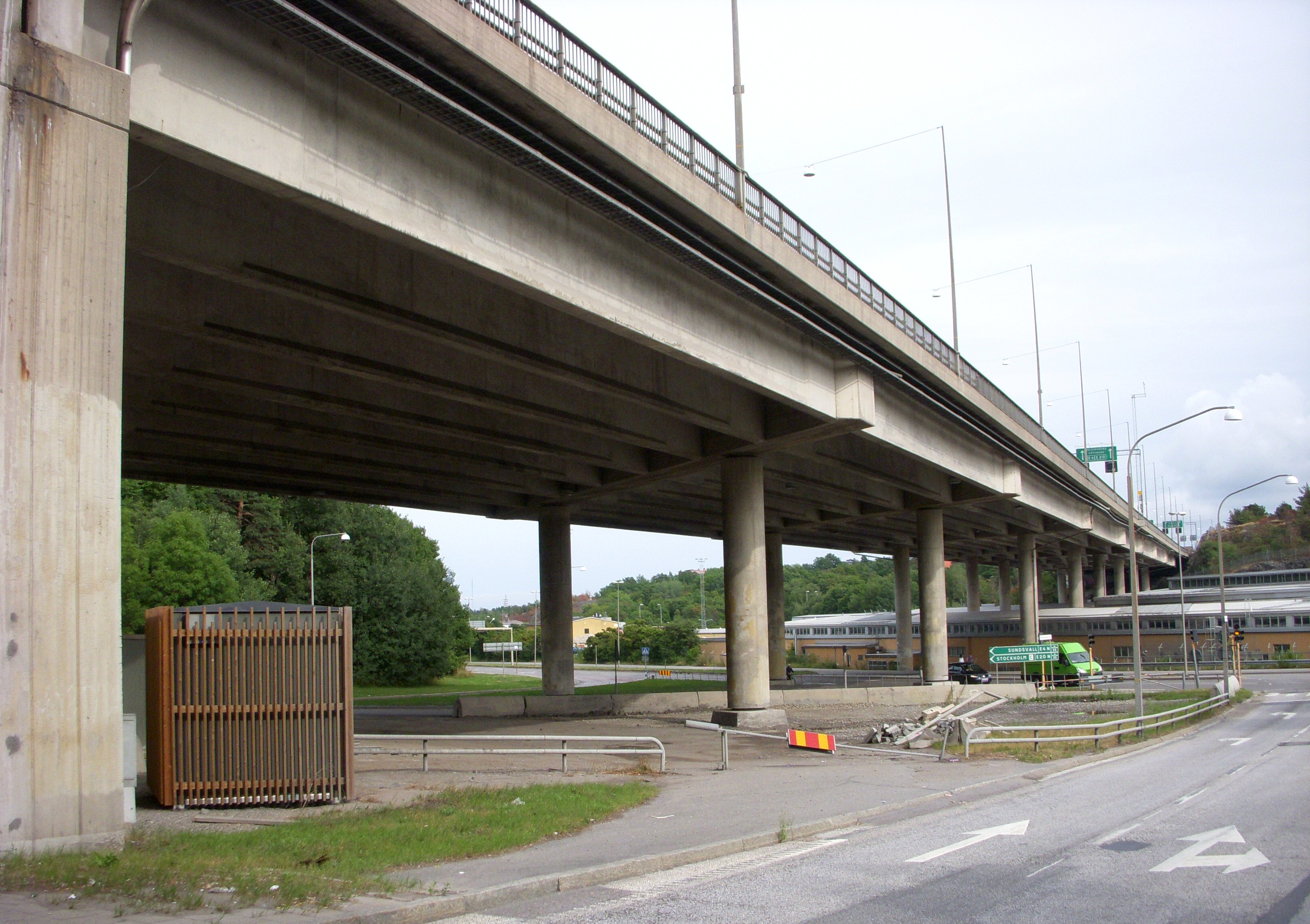

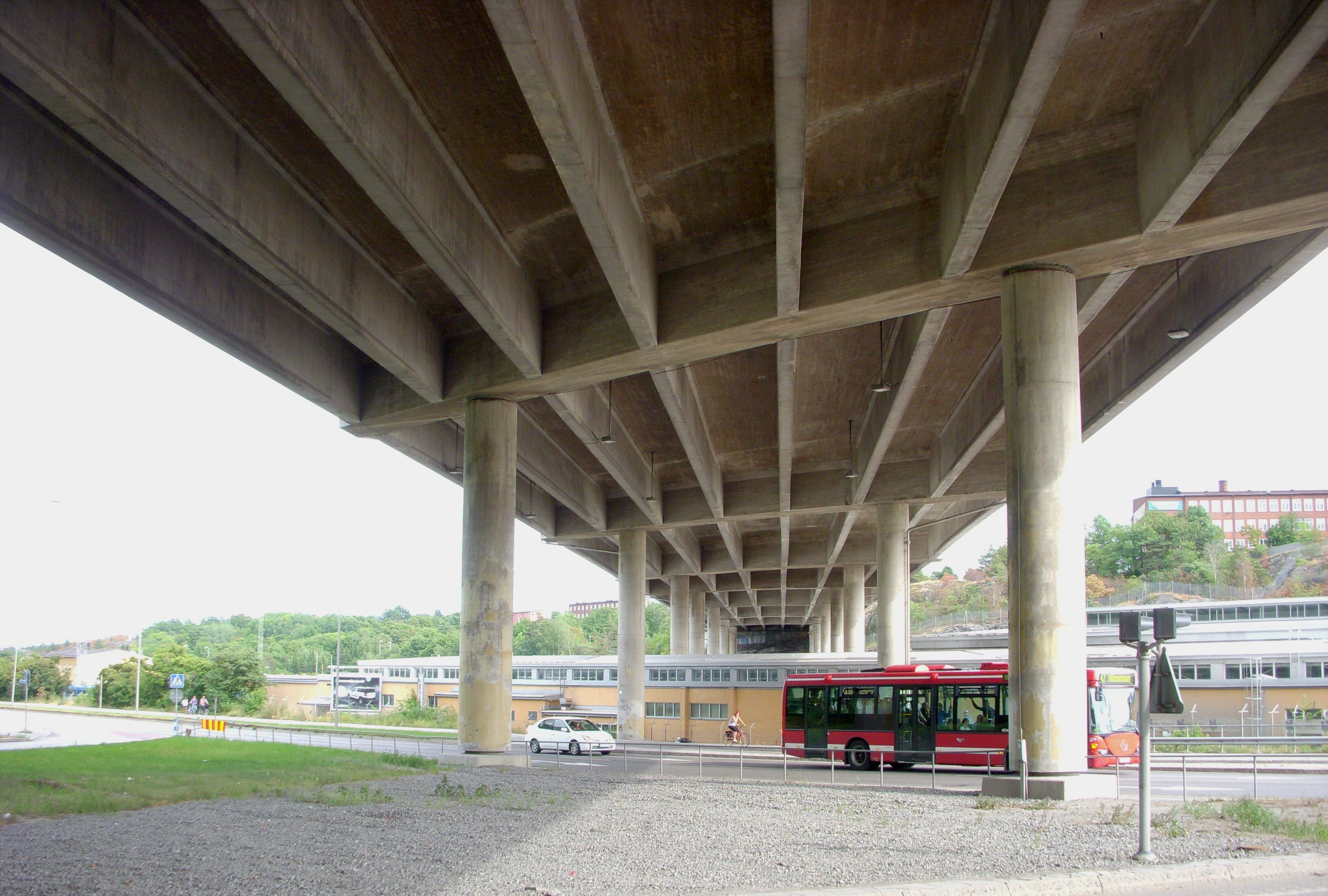
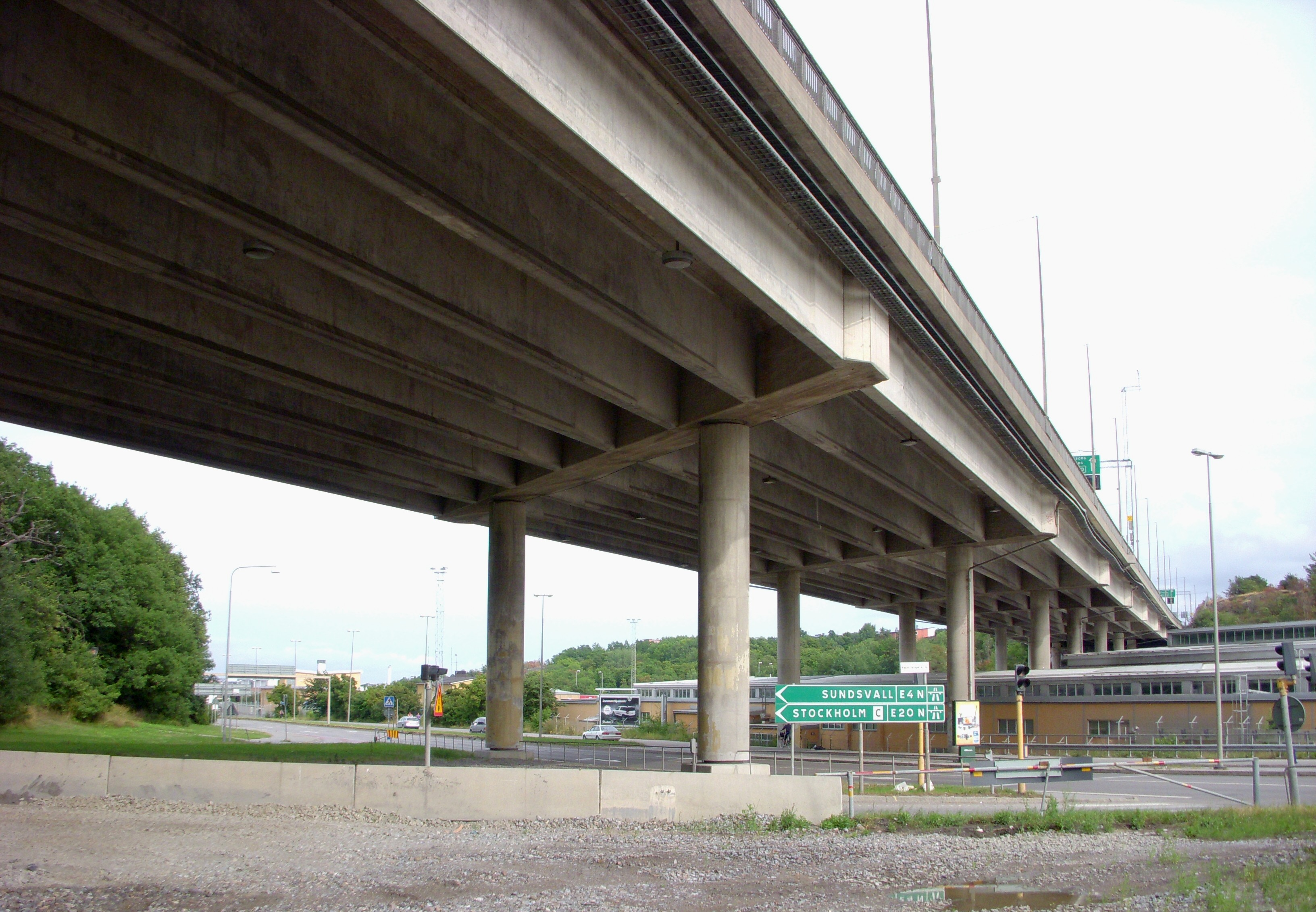
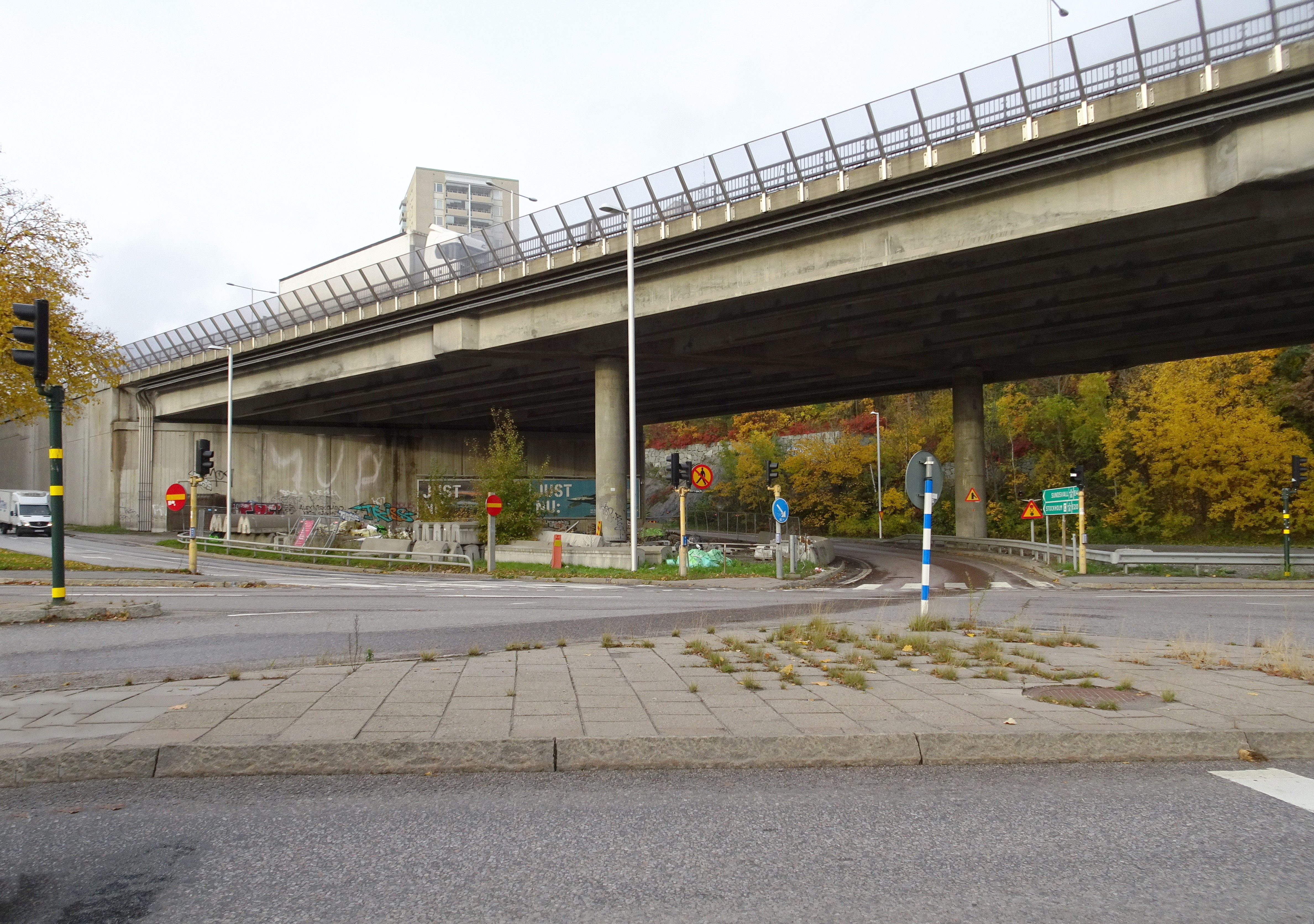